# 토리노 스투라역
토리노 스투라역(이탈리아어: Stazione di Torino Stura)은 역사적인 토리노-밀라노 철도가 교차하는 기차역이다. 역 이름은 철도가 육교를 건널 때 아래로 흐르는 스투라 디 란조강(Stura di Lanzo)에서 따온 것이다.
팔케라 구역과 이전 압바디아 디 스타라 산업단지 사이의 북부 지역에 위치해 있으며, 인근 마을인 산마우로 토리네세에 서비스를 제공한다. 역(밀라노 방향)에서 약 1km 후에 토리노-밀라노 고속철도의 출발점이자 역사적인 토리노-밀라노 철도와의 첫 번째 상호 연결 지점인 스투라 교차로가 있다.

## 개요
원래 여객청사 건물은 압바디아 디 스투라의 산업단지와 함께 1926년에 개장했다. 스투라역은 1920년대에 이 작은 마을에 큰 공장을 열었고, 들어오고 나가는 상품을 관리하기 위해 연결할 수 있는 철도 야적이 필요했던 SNIA 비스코사(방산기업)의 요구에 부응했다. 공장은 처음부터 여객 서비스를 제공했으며, 1930년에는 그곳에 정차한 9개의 여객 열차를 포함했다.
SNIA 비스코사가 문을 닫고, 미쉐린과 IVECO에 대한 화물 연결의 포기와 함께 주변 지역의 점진적인 탈산업화에서 살아남은 스투라역은 지하철 건설과 동시에 최근 르네상스를 경험했다. 역은 완전히 리노베이션과 업그레이드를 시켰다.

## 재건
보수 공사 후 새로운 야드에는 트랙이 3개에서 9개로 늘어났다. 재건과 확장된 여객 건물은 스투라 압바디아 근처 도로의 내부 광장에서 접근할 수 있으며, 추가 접근은 비아 토체(팔체라 분기 측면)에서 공장 후면 부분에서 할 수 있다.
토리노-밀라노 노선의 트랙은 4번과 5번(토리노는 4개, 밀라노는 5개)이며 측면 플랫폼이 제공된다. SFM에 속한 열차의 주행 트랙은 7, 8 및 9이다. 또한 이탈 경로의 다른 모든 트랙에는 플랫폼이 장착되어 있다. 트랙 1은 개별적으로 양쪽에 측면 플랫폼이 있다. 1~3번 트랙은 AV 트랙(4번과 5번 트랙)이 끼어 있기 때문에 정상 라인(7번 트랙과 8번 트랙)에서 호송을 거의 받지 않는다.

## 운행편
이 역에는 SFM 열차 1, 2, 4, 6, 7호선이 키에리, 알바, 브라, 아스티, 사비글리아노, 포사노를 연결하며, 일부 지역 열차가 있다.
고속열차와 일반 장거리 열차는 정차 없이 환승만 한다.

## 시설
동쪽 지하도의 부두는 엘리베이터 덕분에 장애인이 접근할 수 있다. 역에는 다음의 시설이 있다.
- 자동매표소
- 대기실
- 화장실
- 커피바

## 연결
역에 인접해 있는 트램 라인 4(지하철 정류장) 및 도시 버스망 노선 20, 46N, 51, SE1, SE2 및 대도시와 연결된 일부 도시 간 노선과 상호 환승이 가능하다.
- 지하철 4호선 정류장
- 페르마타 버스 GTT